# Santa María Yolotepec
Santa María Yolotepec là một đô thị thuộc bang Oaxaca, México. Năm 2005, dân số của đô thị này là 431 người.